# Тилманс Корнер (Алабама)
Тилманс Корнер (енгл. Tillmans Corner) насељено је место без административног статуса у америчкој савезној држави Алабама.

## Демографија
По попису из 2010. године број становника је 17.398, што је 1.713 (10,9%) становника више него 2000. године.
| Група             | 2000.          | 2010.          |
| Белци             | 14.558 (92,8%) | 13.996 (80,4%) |
| Афроамериканци    | 495 (3,2%)     | 1.989 (11,4%)  |
| Азијати           | 148 (0,9%)     | 367 (2,1%)     |
| Хиспаноамериканци | 192 (1,2%)     | 662 (3,8%)     |
| Укупно            | 15.685         | 17.398         |